# Ниязов, Саид
Саид Ниязов (род. 22 ноября 1922) — старшина Красной армии, участник Великой Отечественной войн и полный кавалер ордена Славы. С 1942 года был членов ВЛКСМ, а с 1944 года по 1991 год был членом ВКП(б) (с 1952 года КПСС).

## Биография
Саид Ниязов родился 22 ноября 1922 года в кишлаке Матмон (ныне Китабский район Кашкадарьинской области) в крестьянской семье. По национальности был таджиком. В 1939 году получил девятиклассное (по другим данным десятиклассное) образование, после чего был учителем начальных классов школы родного кишлака.
В мае 1941 (по другим данным в мае 1942 года) был призван в Красную армию, в боях Великой Отечественной войны начал участвовать с мая 1942 года.
Принимал участие в Ржевской битве, во время которой 13 сентября 1942 года получил ранение близ деревни Знаменское (Ржевский район, Калининская область), но по ошибке был записан как убитый, а уведомление о гибели было отправлено к нему домой. После чего его мать скончалась. Уже осенью этого же года Ниязов вернулся на передовую. 23 декабря 1942 года Саид получил второе ранение, на этот раз тяжёлое и до августа 1943 года проходил лечение в эвакуационном госпитале в Коломне (Московская область). Ранение оказалось очень тяжёлым и медицинская комиссия вынесла заключение о его негодности для строевой службы, но Ниязов лично настоял на том что был он был зачислен в войска.
Служил пулемётчиком в 64-й механизированной бригаде (7-й механизированный корпус), которая дислоцировалась в Московском военном округе. С октября 1943 года Саид служил в составе механизированного корпуса и воевал на 2-м Украинском фронте. С октября 1943 года принимал участие в Нижеднепровской стратегической наступательной операции.
В первых месяцах 1944 года он был переведён в 275-й гвардейский истребительно-противотанковый артиллерийский полк, который находился в составе войск 1-го Белорусского фронта. За время службы в полку занимал следующие должности: орудийный номер, заместитель наводчика, наводчик орудия; и участвовал Белорусской, Висло-Одерской и Берлинской наступательных операциях, а также в боях за расширение и удержание Кюстринского плацдарма.
26 июля 1944 года во время отбития вражеской контратаки Саид Ниязов уничтожил немецкий танк и около 40 немецких солдат. За что 31 августа 1944 года он был награждён медалью «За боевые заслуги».
Будучи орудийным номером в своём полку принял участие в Люблин-Брестской наступательной операции, которая была составной частью Белорусской наступательной операции «Багратион». 18 июля 1944 года близ села Пшевалы (в районе города Хелм, ныне Люблинское воеводство, Польша) поддерживал огнём наступающею советскую пехоту, получил ранение от разорвавшейся рядом мины. После ранения отказался покидать поле боя, и перевязав раны вернулся к орудию. В этом бою расчётом было уничтожено 1 миномёт и 3 три вражеские пулемётные точки, благодаря чему советские стрелковые части продолжили успешное наступление. 30 июля 1944 года гвардии сержант Саид Ниязов был награждён орденом Славы 3-й степени.
Ночью с 30 на 31 июля того же года будучи заместителем наводчика орудия Ниязов был одним из первых форсировавших Вислу в районе населённого пункта Кемпа-Хотецка (близ города Казимеж-Дольны, Люблинское воеводство) под артиллерийско-миномётным огнём противника на плацдарме оперативно подготовил орудие и вступил в бой. 1 августа им было отбить четыре атаки пехоты противника, во время которых Саидом было уничтожено 2 немецких миномёта и 3 пулемёта, а также около 40 солдат. Несколько раз немецким войскам удавалось вплотную подойти к советским позициям, и тогда Саид Ниязов открывал огонь из автомата, чем не давал подойти им вплотную, во время этого им лично было уничтожено около 15 солдат противника. 18 августа 1944 года Саид Ниязов был награждён орденом Славы 2-й степени.
Будучи наводчиком орудия гвардии сержант Ниязов принял участие во время боев за удержание и расширение Кюстринского плацдарма. 19 марта орудие Ниязова было плацдарм и принимало участие в бою. 22 марта близ Костюшина (Люблинское воеводство) его расчёт способствовал наступающие советские стрелковые части, при этом им было уничтожено пулемёт противника, наблюдательный пункт и около 10 солдат, а также подавил огонь немецкого миномёта. Во время этого боя благодаря артиллерийской поддержке пехотинцами был взят населённый пункт Геншмар, была территория плацдарма. 27 марта 1945 года по ошибке был представлен к награждению орденом Славы 2-й степени. 31 мая 1945 года указом Президиума Верховного Совета СССР Саид Ниязов был награждён орденом Славы 1-й степени, став полным кавалером ордена Славы.
Саид Ниязов демобилизовался в июле 1945 года. После демобилизации жил в кишлаке Ошкан (Китабский район, Кашкадарьинская область), где был учителе в средней школе, так же работал председателем совета кишлака, начальником штаба гражданской обороны совхоза «Паландар» и бригадиром садоводческой бригады того же совхоза. В 1980-х годах Саид Ниязов вышел на пенсию. По состоянию на 2005 год был жив.

## Награды
Саид Ниязов был награждён следующими наградами:
СССР
- Орден Отечественной войны 1-й степени (11 марта 1985)[2];
- Орден Красной Звезды (21 января 1945)[4];
- Орден Славы 1-й степени (21 мая 1945 — № 1279)[5];
- Орден Славы 2-й степени (18 августа 1944 — 46976)[6];
- Орден Славы 3-й степени (30 июля 1944 — № 90215)[7];
- Медаль «За боевые заслуги» (31 августа 1944)[8];
- так же ряд прочих медалей;

Узбекистан
- Медаль «Жасорат».

## Комментарии
1. ↑  Так же встречается вариант написания фамилии Ниезов[1][2].